# پارک ملی سانین کایگان
پارک ملی سانین کایگان (به لاتین: Sanin Kaigan National Park) یک پارک ملی و منطقهٔ مسکونی در ژاپن است که در San'in region واقع شده‌است.